# Dværgflagspætte
Dværgflagspætten (latin: Picoides pubescens) er en spætte i ordenen af spættefugle. Spætten er den mindste spætteart i Nordamerika.